# Oligostigma orphninalis
Oligostigma orphninalis là một loài bướm đêm trong họ Crambidae.